# حیدرقلی میرزا امیرحشمت
دکتر حیدرقلی میرزا امیرحشمت با نام خانوادگی حشمتی پزشک و نماینده مجلس شورای ملی در دوران قاجار بود. 
پدرش شاهزاده حشمت‌الدوله لقب داشت. خودش نخستین بار در در دوره دوم مجلس شورای ملی به نمایندگی کرمان انتخاب شد (تصویب اعتبارنامه ششم تیر ۱۲۸۹).  هنگامی که نخستین کمیسیون بهداشت (صحیه) در ۲۱ آبان ۱۲۸۹ در مجلس تشکیل شد، به ریاست این کمیسیون برگزیده شد.  سپس والی کمره و خوانسار و گلپایگان شد که پس از کودتای سوم اسفند ۱۲۹۹ برکنارش کردند. حدود سه سال بعد در انتخابات دوره پنجم مجلس شورای ملی به نمایندگی از محلات انتخاب شد. در دوره بعد نیز بر همین کرسی نشست.
وی مالک روستای میشیجان در شهرستان خمین و حدود صد و پنجاه روستای دیگر اطراف آن بوده‌است. ارگ تاریخی میشیجان از او به یادگار مانده‌است.